# 세계의 끝 (드라마)
《세계의 끝》은 2013년 3월 16일부터 2013년 5월 5일까지 방송 되었던 JTBC 주말 특별 기획 드라마였다.

## 줄거리
원인을 모르는 괴질이 무차별적으로 퍼지면서 생기는 인간들의 고뇌와 갈등을 다룬 드라마

## 방송 시간
| 방송 채널 | 방송 기간                         | 방송 시간                 |
| --------- | --------------------------------- | ------------------------- |
| JTBC      | 2013년 3월 16일 ~ 2013년 4월 14일 | 매주 주말 오후 9시 55분   |
| JTBC      | 2013년 4월 14일 ~ 2013년 5월 5일  | 매주 일요일 오후 9시 55분 |

## 등장 인물
- 윤제문: 강주헌 역
- 장경아: 이나현 역
- 장현성: 윤규진 역
- 김창완: 최수철 역
- 박혁권: 김희상 역
- 길해연: 정상숙 역
- 이화룡: 박도경 역
- 송삼동: 김대익 역
- 김용민: 어기영 역
- 박인영: 김수진 역
- 허정도: 이성욱 역
- 전석찬: 오정수 경사 역
- 오만석

## 시청률
| 2013년 | 2013년   | 2013년                             | 2013년                              |
| 회차   | 방송일   | TNmS 시청률 (수도권 유료가구 기준) | AGB닐슨 시청률 (전국 유료가구 기준) |
| ------ | -------- | ---------------------------------- | ----------------------------------- |
| 제1회  | 3월 16일 | 0.730%                             | 0.761%                              |
| 제2회  | 3월 17일 | 0.626%                             | 0.599%                              |
| 제3회  | 3월 23일 | 0.274%                             | 0.411%                              |
| 제4회  | 3월 24일 | %                                  | 0.463%                              |
| 제5회  | 3월 30일 | %                                  | 0.300%                              |
| 제6회  | 3월 31일 | %                                  | 0.293%                              |
| 제7회  | 4월 6일  | %                                  | 0.400%                              |
| 제8회  | 4월 7일  | %                                  | 0.417%                              |
| 제9회  | 4월 14일 | %                                  | 0.443%                              |
| 제10회 | 4월 20일 | %                                  | 0.519%                              |
| 제11회 | 4월 27일 | %                                  | 0.326%                              |
| 제12회 | 5월 5일  | %                                  | 0.279%                              |

## 사건
- 2013년 4월 11일, 당초 20부작이었지만 총 12부작으로 대폭 축소해 조기종영과 동시에 종전의 주말 2회 방송에서 1회 방송으로 편성 축소를 결정했다.[2]